# Mo-Do
Mo-Do, справжнє ім'я Фабіо Фрітеллі (італ. Fabio Frittelli; 24 липня 1966, Монфальконе — 6 лютого 2013, Удіне) — італійський музикант, представник італійського євроденсу. Творчий псевдонім Mo-Do являє собою скорочення двох назв — Monfalcone (місто, в якому народився музикант) та Domenica (укр. неділя) — день, у який народився Фабіо Фрітеллі.
Музична кар'єра Фрітеллі під псевдонімом Mo-Do розпочалася в 1990-х зі співробітництва з продюсером Клаудіо Зеннаро. Найбільшу популярність музиканту приніс сингл Eins, Zwei, Polizei, який зайняв лідируючу позицію в музичних чартах одразу трьох країн — Італії, Німеччини та Австрії.
Виконував пісні німецькою мовою.

## Біографія
Фабіо Фрітеллі народився 24 липня 1966 в італійському місті Монфальконе. Мати музиканта була вчителькою з Австрії, батько — перекладачем у фірмі, що займалася міжнародною торгівлею. Музичну кар'єру Фабіо Фрітеллі починав у групі Blue The King, що виконувала пісні у стилі хард-рок. Згодом як басист приєднався до гурту Validi Alibi. Після знайомства з продюсером Клаудіо Зеннаро у 1993 почав виступати під псевдонімом Mo-Do. В цей час виходить сингл Eins, Zwei, Polizei, який протягом місяця займав найвищу сходинку хіт-параду в Італії. Згодом він набув не меншої популярності в інших країнах Європи. В записі синглу брали участь Клаудіо Зеннаро та інший продюсер, Фульвіо Зафрет. У 1994 вийшов сингл Super Gut, у 1995 — GeMa Tanzen; обидва сингли були подібні за стилем до дебютного Eins, Zwei, Polizei. У цьому ж році вийшов дебютний альбом Mo-Do Was Ist Das?
У 1999 Mo-Do повернувся до музичної діяльності, записавши ремікс популярної раніше власної пісні Eins, Zwei, Polizei, однак повернення музиканта не було успішним. У 2000 вийшов сингл Superdisco. Mo-Do без особливого успіху продовжував писати пісні та виступати на сцені, паралельно займаючись продюсерською діяльністю.

### Смерть
6 лютого 2013 італійська поліція знайшла Фрітеллі мертвим у його власному будинку в місті Удіне. Поліцію викликав друг музиканта, який протягом декількох днів не міг вийти на зв'язок з Mo-Do. Причина смерті музиканта — самогубство; за однією з версій, Mo-Do вчинив суїцид через прогресуюче важке захворювання (онкологію).

## Цікаві факти
- Працював моделлю для брендів Dolce & Gabbana, Armani та Kenzo.
- За основу пісні Eins, Zwei, Polizei взято композиції Der Komissar австрійського музиканта Фалько й Da Da Da групи Trio.
- Вільно володів італійською, німецькою та англійською мовами, трохи володів французькою.
- Був досить активним спортсменом — займався водними видами спорту й тенісом; також серед хобі музиканта були туризм і лепідоптерофілія (колекціонування метеликів).
- В місті Удіне, де проживав Mo-Do, знаходиться його звукозаписуюча студія.

## Дискографія

### Альбоми
- Was Ist Das? (1995)

### Сингли
- Eins, zwei, polizei (1994)
- Super gut (1994)
- Super gut (Remix) (1994)
- GeMa Tanzen (1995)
- Eins, zwei, polizei (Remix) (1995)
- Sex bump twist (1996)
- Eins, zwei, polizei (Remix '99) (1999)
- Eins, zwei, polizei — 1999 remixes (Scandinavian edition) (1999)
- Eins, zwei, polizei (Remixes) (1999)
- Eins, zwei, polizei 2000 (2000)
- Superdisco (Cyberdisco) (2000)
- Superdisco (Cyberdisco) (Rmx) (2000)
- Eins, zwei, polizei (Promo vinyl) (2008)
- Eins, zwei, polizei — Retail (feat. Bangbros) (2008)